# 雅納切克劇院

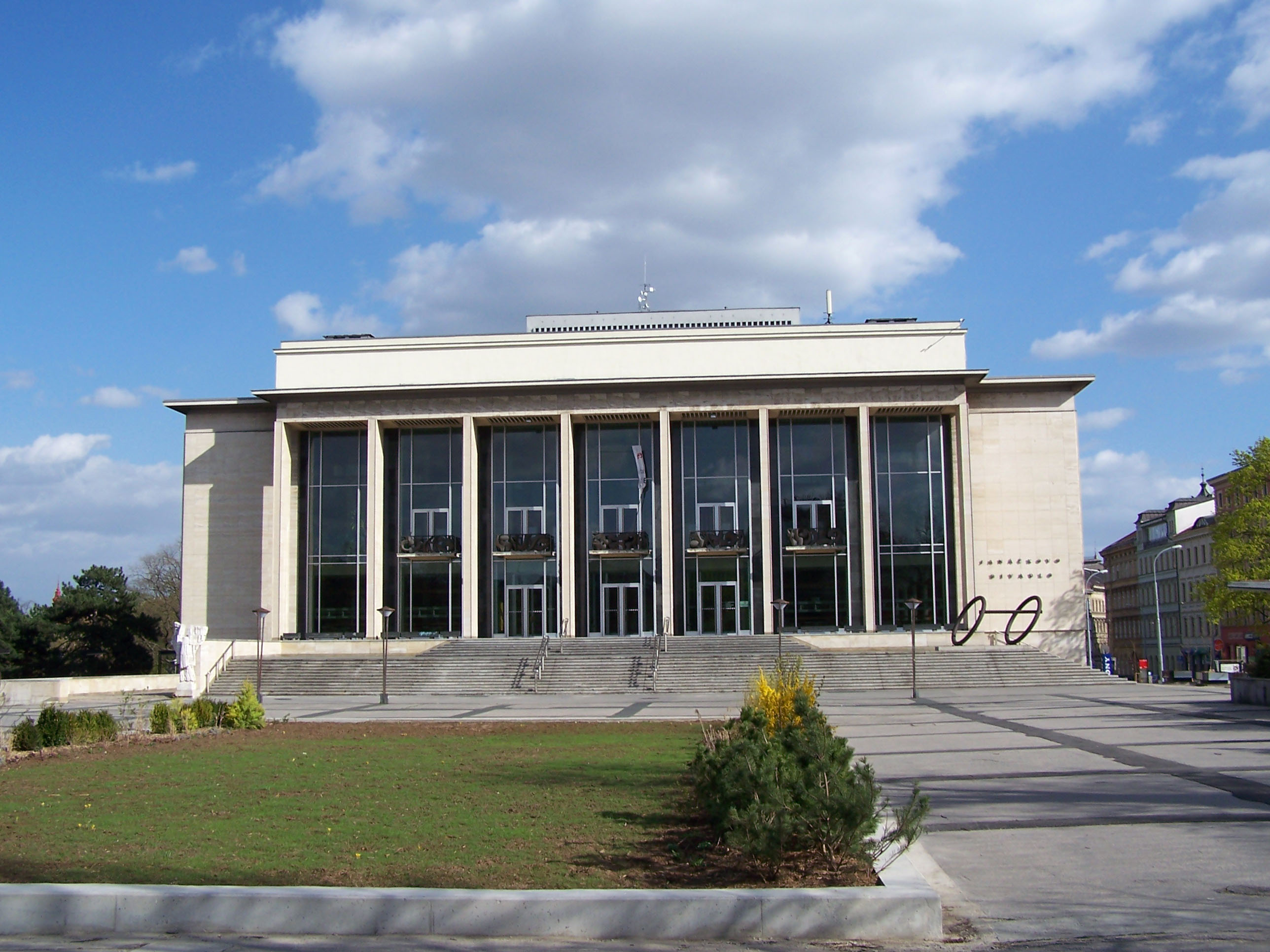
雅納切克劇院

雅納切克劇院（捷克語：Janáčkovo divadlo）是位於捷克共和國城市布爾諾的一座劇院建築，也是布爾諾國立劇院的一部分。雅納切克劇院修建於1960年至1965年。該劇院已經是約20場歌劇或芭蕾舞劇的首演場地。這座劇院也是布爾諾三座國立劇院中歷史最新的一座。